# Simon Coveney
Simon Coveney (nacido el 16 de junio de 1972) es un político del Fine Gael irlandés que se ha desempeñado como ministro de Relaciones Exteriores y ministro de Defensa desde junio de 2020 y vicepresidente de Fine Gael desde junio de 2017. Ha trabajado como Teachta Dála (TD) para la circunscripción Sur-Central de Cork desde 1998. Anteriormente se desempeñó como Tánaiste de 2017 a 2020, ministro de Vivienda, Planificación, Comunidad y Gobierno Local de 2016 a 2017 y ministro de Agricultura, Alimentación y Marina de 2011 a 2016. También se desempeñó como miembro del Parlamento Europeo (MEP) por la circunscripción del Sur de 2004 a 2007.
Fue elegido miembro del Dáil Éireann en una elección parcial, tras la muerte de su padre Hugh Coveney.
Después de la formación del gobierno de coalición en marzo de 2011, Coveney fue nombrado ministro de Agricultura, Alimentación y Marina. Tras una reorganización del gabinete en julio de 2014, que lo vio asumir también el cargo de ministro de Defensa. Tras la formación de un gobierno minoritario Fine Gael en mayo de 2016, fue nombrado ministro de Vivienda, Planificación, Comunidad y Gobierno Local. En junio de 2017, después de que Leo Varadkar sucediera a Enda Kenny como Taoiseach, Varadkar nombró a Coveney como ministro de Relaciones Exteriores y Comercio y Líder Adjunto de Fine Gael. Fue nombrado Tánaiste (vice primer ministro) en noviembre de 2017, tras la dimisión de Frances Fitzgerald. Como parte del nuevo gobierno formado tras las elecciones generales de 2020, Coveney fue nombrado ministro de Relaciones Exteriores y Defensa en el nuevo gabinete. 

## Familia y educación
Coveney nació en Cork en 1972, hijo de Hugh Coveney y Pauline Coveney. Su padre era un agrimensor colegiado y más tarde un TD, y también miembro de una de las importantes familias de comerciantes de la ciudad. Su tío es el arzobispo Patrick Coveney. Simon se educó localmente en Cork, antes de asistir más tarde a Clongowes Wood College, County Kildare. Fue expulsado de la universidad en el año de transición, pero finalmente fue invitado a regresar para completar sus seis años completos allí. Repitió su certificado de finalización en Bruce College en Cork. Posteriormente, Coveney asistió a University College Cork y Gurteen Agricultural College, antes de completar una licenciatura en Agricultura y Gestión de Tierras de Royal Agricultural College, Gloucestershire. En 1997/8, dirigió el "Proyecto Sail Chernobyl", que consistía en navegar en un barco 30 000 millas alrededor del mundo y recaudar 650 000 € para obras de caridad. Pasó varios años trabajando como asesor agrícola y administrador agrícola.
Su hermano, Patrick, es el director ejecutivo de la corporación alimentaria Greencore.

## Carrera política

### Sus años en Dáil Éireann: 1998–2004
Coveney fue elegido para Dáil Éireann como candidato del Fine Gael por Cork South-Central en una elección parcial, causada por la muerte de su padre en 1998. A pesar de ser un firme partidario del líder del partido John Bruton, permaneció en segundo plano durante unos años.
En 2001, la disciplina en el partido parlamentario se quebró y Coveney se pronunció contra el liderazgo de Bruton. Otros se animaron a votar en contra de Bruton. Michael Noonan ganó el concurso de liderazgo posterior. Tiempo después Coveney fue ascendido por Michael Noonan a un puesto directivo dentro del partido.
Coveney fue reelegido en las elecciones generales de 2002, en lo que resultó ser un desastre para Fine Gael. El partido perdió veintitrés escaños y a algunas de sus figuras más importantes. Noonan fue reemplazado como líder del partido por Enda Kenny, quien promovió a Coveney al puesto de Portavoz de Comunicaciones, Recursos Marinos y Naturales, en su nuevo equipo.

### Miembro del Parlamento Europeo: 2004–2007
Coveney fue elegido miembro del Parlamento Europeo para el distrito electoral del Sur, en las elecciones al Parlamento Europeo de 2004. Durante sus tres años como eurodiputado, Coveney ocupó el cargo de coordinador de derechos humanos para el grupo político más grande del Parlamento Europeo, el Partido Popular Europeo, y en dos ocasiones fue autor del Informe anual del Parlamento sobre los derechos humanos en el mundo. Encabezó la campaña Stop the Traffic en el Parlamento Europeo. Fue miembro del Comité de Asuntos Exteriores y de la Delegación para las Relaciones con Estados Unidos y suplente en el Subcomité de Derechos Humanos, el Comité de Pesca, el Comité de Mercado Interior y Protección del Consumidor y la Delegación para las Relaciones con Irán.

### Vuelta al Dáil: 2007–2011
Coveney regresó a Irlanda para participar en las elecciones generales de 2007. Tuvo éxito en ser devuelto al Dáil y, en consecuencia, renunció como miembro del Parlamento Europeo. Fue reemplazado en el Parlamento Europeo por Colm Burke.
Fine Gael recuperó muchos de los escaños que el partido había perdido cinco años antes; sin embargo, aún no lograron formar un gobierno de coalición con el Partido Laborista. Coveney regresó a la banca delantera del partido como Portavoz de Comunicaciones, Energía y Recursos Naturales.
En junio de 2010, Coveney y varios otros portavoces de la banca delantera declararon que no tenían confianza en el líder de su partido, Enda Kenny. Kenny ganó una moción de confianza posterior en el líder. Coveney fue reelegido en el banco delantero como Portavoz de Transporte.

### Ministro de Agricultura, Alimentación y Marina (Pesca): 2011–2016
El 9 de marzo de 2011, Coveney fue nombrado ministro de Agricultura, Alimentación y Marina, en el nuevo gobierno de coalición Fine Gael-Labor Party.
Asistió a su primera reunión de Ministros de Agricultura de la UE, en Bruselas el 17 de marzo de 2011.
Coveney provocó polémica cuando, en septiembre de 2011, voló a Argelia, en el jet del gobierno a un coste de más de 26.000 € para el contribuyente irlandés cuando había vuelos disponibles por 16.331 €. Mientras estaba allí, Coveney inauguró un supermercado en Orán.
En mayo de 2014, Coveney asistió a una reunión del Grupo Bilderberg, en Copenhague [13]..

### Ministro de Defensa: 2014–2016

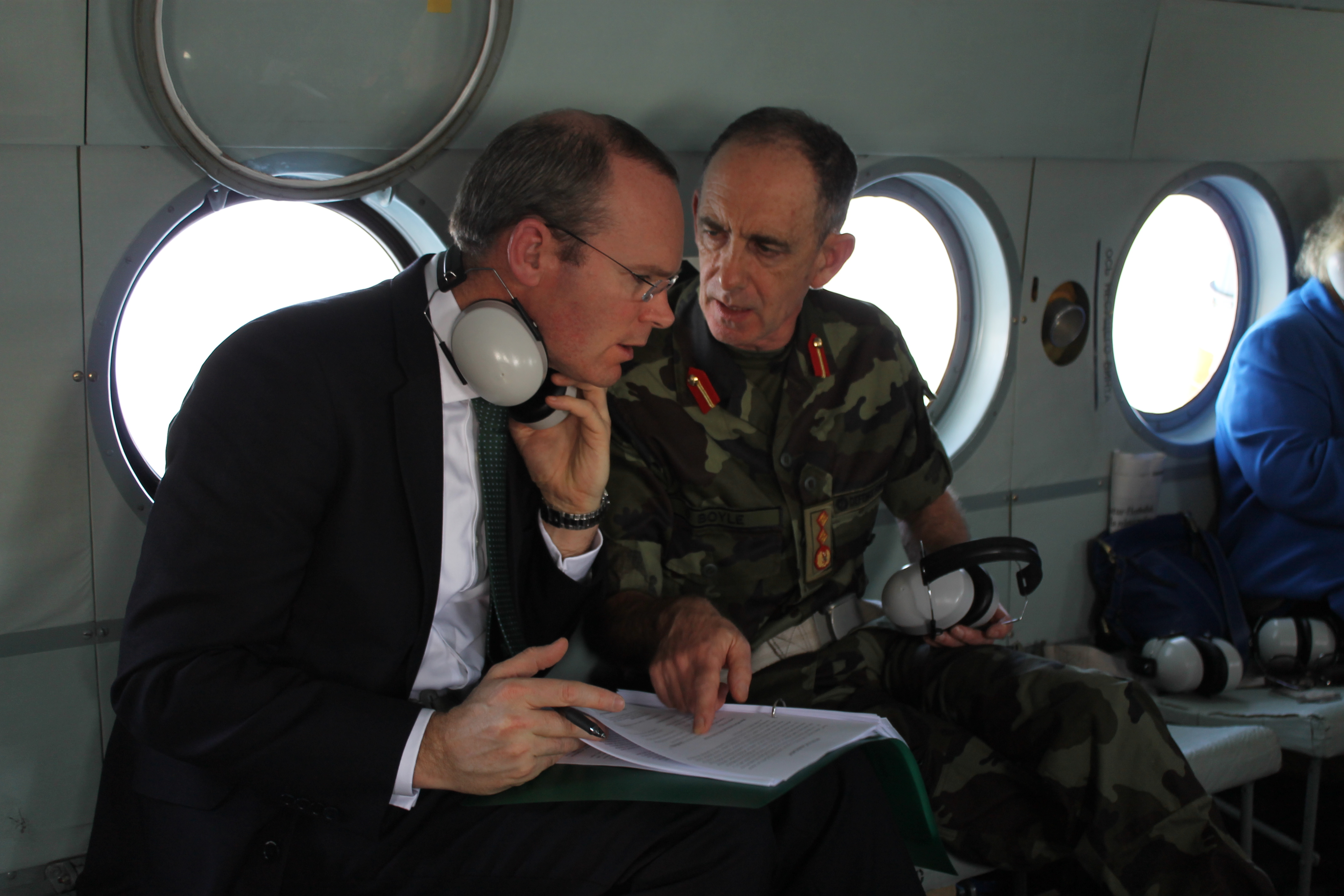
Fmr. El reniente general Conor O'Boyle departiendo con el ministro de Defensa Simon Coveney

El 11 de julio de 2014, Coveney también fue nombrado ministro de Defensa, en una reorganización del gabinete, tras la renuncia de Eamon Gilmore como Tánaiste. Reemplazó a Taoiseach Enda Kenny, quien era el ministro de Defensa en funciones, luego de la renuncia de Alan Shatter del gabinete, en mayo de 2014. Como ministro de Defensa, Coveney lanzó el Libro Blanco sobre Defensa en agosto de 2015.
El 17 de junio de 2015, Coveney cuestionó la actuación de un piloto experimentado del Air Corps que se negó a llevarlo a Cork debido a la niebla prevista. En la correspondencia por correo electrónico entre funcionarios del Departamento de Defensa, el Air Corps se describe como "muy descontento" por el incidente e  indica que nunca habían recibido una llamada de ese tipo en 25 años".
En enero de 2017, se supo que varios denunciantes del Cuerpo Aéreo habían intentado ponerse en contacto con Coveney mientras era ministro de Defensa por sus preocupaciones sobre los impactos adversos para la salud de los productos químicos utilizados para dar servicio a los aviones del cuerpo aéreo. Los denunciantes se habían quejado de no poder hablar con Coveney sobre el tema, sin embargo, Coveney afirmó que "no estaba al tanto de que hubiera algún problema para escuchar, hablar o comprender las preocupaciones que puedan tener los denunciantes".
En un artículo para el Dáil sobre las revelaciones de ese asunto, el líder del Fianna Fáil, Micheál Martin, describió el manejo del gobierno de las denuncias de los denunciantes como "un escándalo".

### Ministro de Vivienda, Planificación, Comunidad y Gobierno Local: 2016-17
El 6 de mayo de 2016, Coveney fue nombrado nuevo ministro de Vivienda, Planificación, Comunidad y Gobierno Local, con Taoiseach Enda Kenny asumiendo la cartera de Defensa y Fine Gael TD, Michael Creed, como nuevo ministro de Agricultura.

### Elecciones a la Jefatura del Fine Gael: 2017
El 2 de junio de 2017, Coveney perdió las elecciones para la jefatura del Fine Gael de 2017 ante Leo Varadkar, a pesar de obtener el apoyo del 65% de los miembros del partido (los miembros del partido solo tenían el 25% de los votos en el colegio electoral de Fine Gael). Se esperaba que el ganador sucediera a Enda Kenny como Taoiseach. El 13 de junio de 2017 se anunció que sería el líder adjunto del partido.

### Ministro de Relaciones Exteriores y Comercio: desde 2017

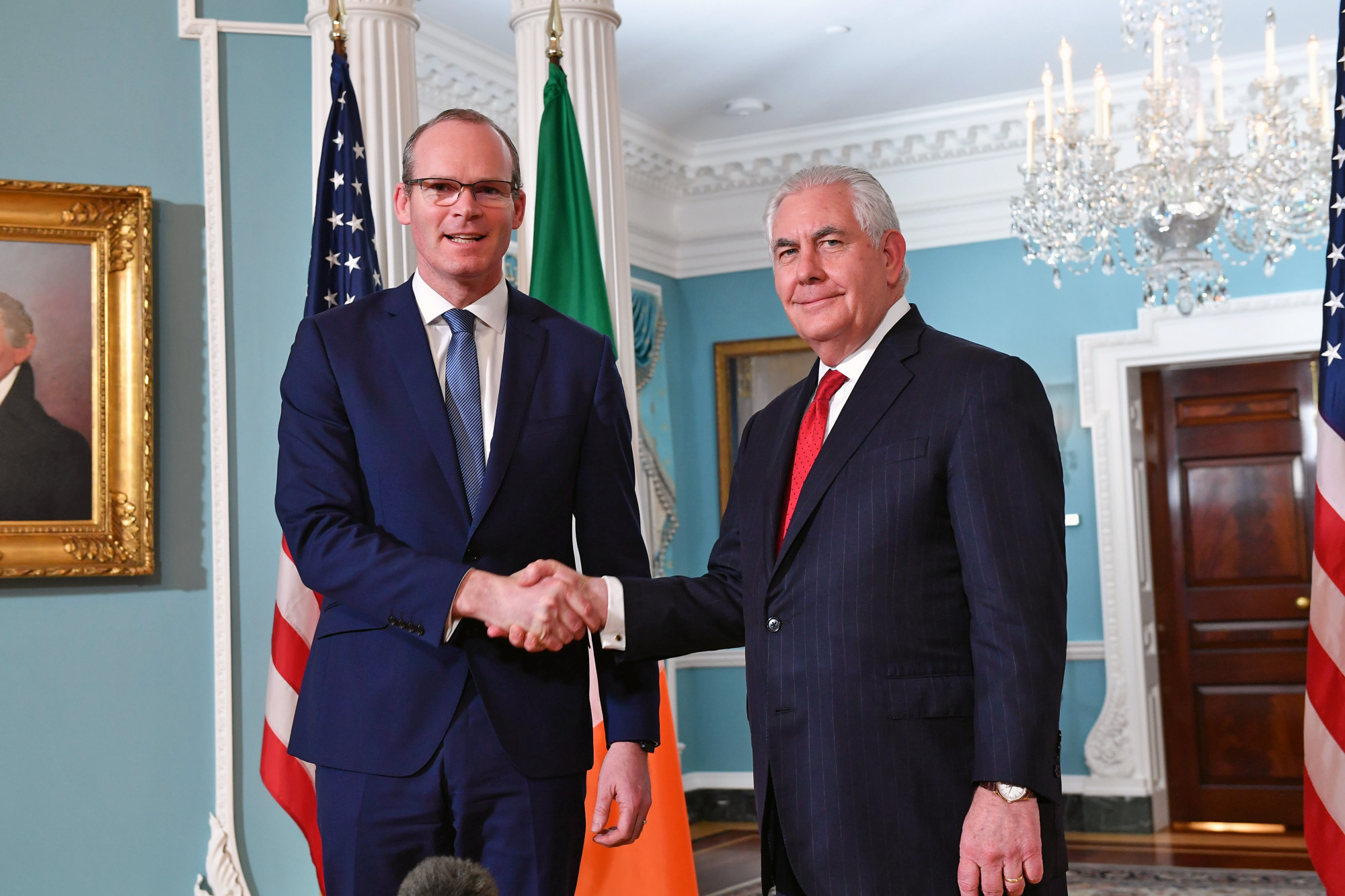
Coveney con el secretario de Defensa Estadounidense Rex Tillerson in 2018

Después de que Leo Varadkar fuera nombrado Taoiseach, por el presidente de Irlanda, como parte de su nuevo gabinete, Coveney fue nombrado ministro de Relaciones Exteriores y Comercio, con responsabilidades especiales para el Brexit. Coveney sustituyó a Charles Flanagan, quien fue nombrado ministro de Justicia e Igualdad. En su calidad de ministro, también ha sido copresidente de la Reunión de Ministros de Justicia e Interior del Partido Popular Europeo (PPE) desde 2018, junto a Esteban González Pons.
Según Lawrence Franklin del Instituto Gatestone, dentro del gobierno irlandés, Coveney se opone al proyecto de ley de Control de la Actividad Económica (Territorios Ocupados) para prohibir los bienes producidos en los asentamientos israelíes. Ha expresado su preocupación de que el proyecto de ley pueda contravenir la legislación comercial de la UE. [23]
En julio de 2020, fue reelegido como ministro de Relaciones Exteriores. La cartera de Comercio se reasignó a otro departamento del gobierno.

### Tánaiste
El 30 de noviembre de 2017, Leo Varadkar nombró a Coveney como nuevo Tánaiste, en sustitución de Frances Fitzgerald.

#### Negociaciones Brexit
El 27 de enero de 2019, Coveney, en una entrevista con Andrew Marr, dijo que el respaldo irlandés en el acuerdo de retirada del Brexit no cambiará. Dijo que el respaldo ya era un compromiso pragmático entre el Reino Unido y la Unión Europea para evitar infraestructuras en la frontera irlandesa, que no había una alternativa sensata y legalmente sólida al respaldo y que el Parlamento Europeo no ratificaría un acuerdo de retirada del Brexit sin el solucionar este asunto.

#### La Pandemia COVID-19
Como ministro de Relaciones Exteriores, Conveney encabezó la respuesta a la pandemia de COVID-19 en nombre del Gobierno de Irlanda. El 10 de marzo de 2020, actualizó los consejos de viaje recomendando que los ciudadanos irlandeses no viajen a Italia. Añadió que la gente debe pensar detenidamente sobre las reuniones públicas innecesarias e instó al público a desempeñar su papel y ayudarse a sí mismo siguiendo los consejos y haciendo cosas prácticas como estornudar y lavarse las manos correctamente.

## Vida privada
Coveney se casó con su novia de toda la vida, Ruth Furney, empleada de IDA Ireland, en julio de 2008. Tienen tres hijas y viven en Carrigaline en Cork..